# Sukumari
Sukumari സുകുമാരി (6 de octubre de 1940 - 26 de marzo de 2013) fue una actriz de cine indio que actuó principalmente en películas malayalam y tamil. Actuó desde que tenía 10 años de edad en varios papeles. El número total de sus películas se presume que es más de 3000. En 2003, fue galardonada con el Padma Shri por el Gobierno de la India por sus contribuciones a las artes. Y ganó el Premio Nacional de Cine a la Mejor Actriz de Reparto por su papel en Namma Gramam (2010). Sukumari murió el 26 de marzo de 2013 tras un ataque al corazón mientras estaba bajo tratamiento por las quemaduras recibidas mientras encendía la lámpara tradicional en un evento en Chennai.